# Werner Ryser
Werner Ryser (* 1947 in Winterthur) ist ein Schweizer Schriftsteller, der in Basel lebt.

## Leben
Werner Ryser absolvierte nach einer kaufmännischen Lehre die Ausbildung zum Sozialarbeiter in Zürich. Er bildete sich in der Heilpädagogik und im Nonprofit-Management weiter. Er leitete verschiedene soziale Institutionen in Basel, etwa die Jugendfürsorge oder Pro Senectute. Von 1990 bis 2017 war er zudem Redaktionsleiter des Magazins Akzent. 2009 erschien sein Debütroman, der Walliser Totentanz.

## Werke
Der Debütroman behandelt den bekanntesten Fall der Mazzenergreifung in der Walliser Geschichte. Er fand 1496 statt, als der vom französischen König Ludwig XI. eingesetzte, unbeliebte Bischof Jost von Silenen vom aufrührerischen Volk unter Leitung von Georg Supersaxo seines Amtes enthoben und innerhalb weniger Tage aus dem Land gejagt wurde.
Rysers wichtigste Werke sind die folgenden historischen Romane:
- Jakobea. 2024, ISBN 978-3-305-00498-0[4]
- Windhauch, das ist alles Windhauch. 2023, ISBN 978-3-305-00492-8[5]
- Kaukasische Sinfonie. 2021, ISBN 978-3-305-00490-4[6]
- Die grusinische Braut.  2020, ISBN 978-3-305-00478-2[7]
- Geh, wilder Knochenmann. 2019, ISBN 978-3-305-00477-5[8]
- Die Revoluzzer. 2017, ISBN 978-3-305-00496-6.[9]
- Das Ketzerweib. 2016, ISBN 978-3-305-00475-1.[10]
- Klosterzelg. 2012, ISBN 978-3-7245-1853-2[11]
- Walliser Totentanz. Rotten-Verlag, Visp 2008, ISBN 978-3-905756-65-4 (Neuauflage: Nagel & Kimche, München; Zürich 2015, ISBN 978-3-312-00645-8).[2]